# Ворота Сен-Дени

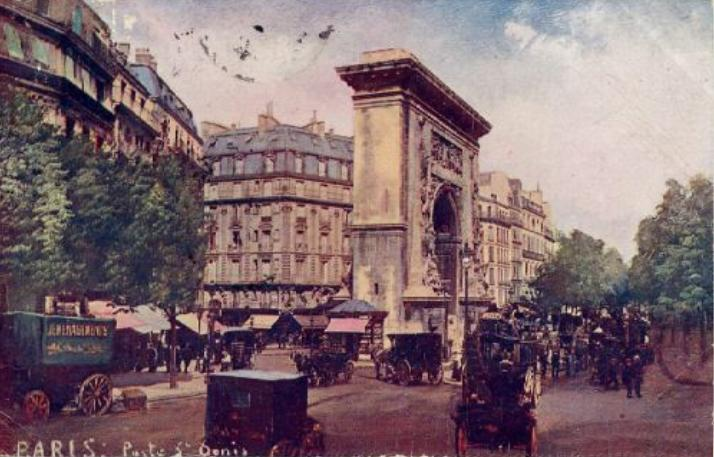
Ворота Сен-Дени. Фотооткрытка 1908 г.

Ворота Сен-Дени (фр. Porte Saint-Denis) — арка, установленная в Десятом округе Парижа, на пересечении улиц Рю Сен-Дени, Фобур Сен-Дени, Бульвара де Бон Нувель и бульвара Сен-Дени, на так называемой королевской дороге, ведущей из предместья Сен-Дени в королевский дворец Лувра. Ныне ворота являются частью полукольца Больших бульваров, проложенных на месте старых крепостных стен и валов в середине XIX века по плану барона Ж. Э. Османа.

## История
Ворота Сен-Дени были спроектированы в 1672 году выдающимся французским архитектором и теоретиком «большого стиля», директором Королевской Академии архитектуры Франсуа Блонделем Старшим по распоряжению короля Людовика XIV в честь его побед на Рейне и во Франш-Конте. Менее чем за два месяца войны король взял более сорока крепостей на Рейне. Новые каменные ворота заменили ранее построенные при Карле V средневековые ворота в городской стене.

## Архитектура
За основу композиции согласно официальной идеологии и эстетики «большого стиля» архитектор Блондель взял тип древнеримской однопролётной триумфальной арки. Ближайший прототип — Триумфальная арка Тита на Via Sacra (Священная дорога) близ Римского форума.
Ворота почти точно вписываются в квадрат (высота 24,65 м и ширина 24 м), что придаёт сооружению особую монументальность. На фризе имеется надпись золотыми буквами: лат. Ludovico Magno (Людовику Великому). Пилоны арки украшены пирамидальными обелисками с горельефными военными трофеями. В антрвольтах — летящие Славы. У подножия обелисков южного фасада ворот — аллегорические фигуры: Голландия (слева, с которой Франция также вела войну с 1672 года) и Рейн (олицетворение Германии).
На каждом из четырёх фасадов ворот помещены рельефы, представляющие эпизоды военных побед. В восточной части представлены победы, одержанные королём на Рейне, на западной опоре южного фасада видны победы Людовика во Фландрии; рельеф южного фасада показывает переход короля через Рейн, северного — взятие Маастрихта. Рельефы по рисункам Шарля Лебрена, первого живописца короля, создали скульпторы, братья Мишель и Франсуа Ангье.
Похожие Ворота Сен-Мартен в полукольце Больших бульваров построены в 1674 году по проекту архитектора Пьера Бюлле.

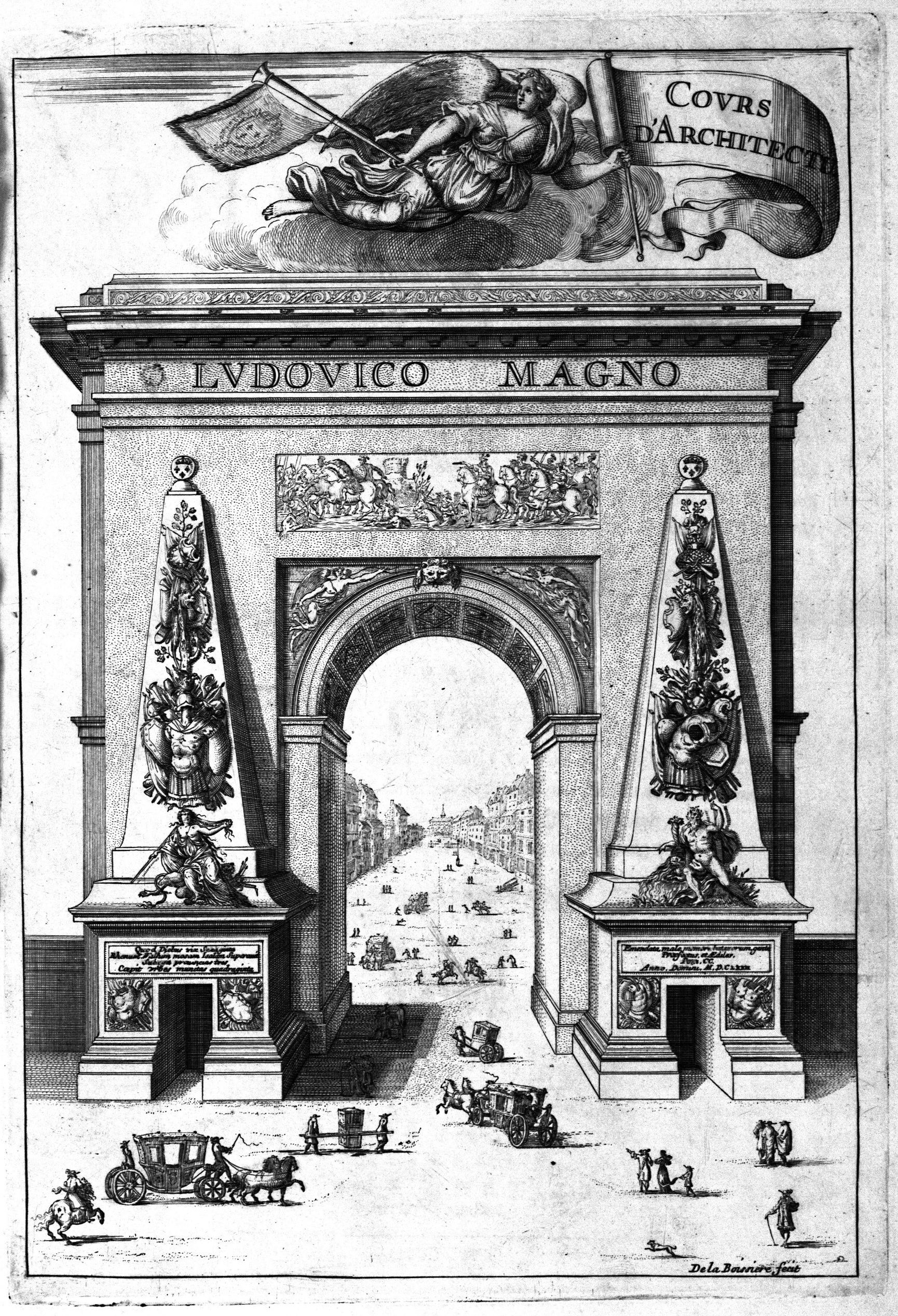
Ворота Сен-Дени. Гравюра фронтисписа издания: Ф. Блондель. Курс архитектуры. 1698
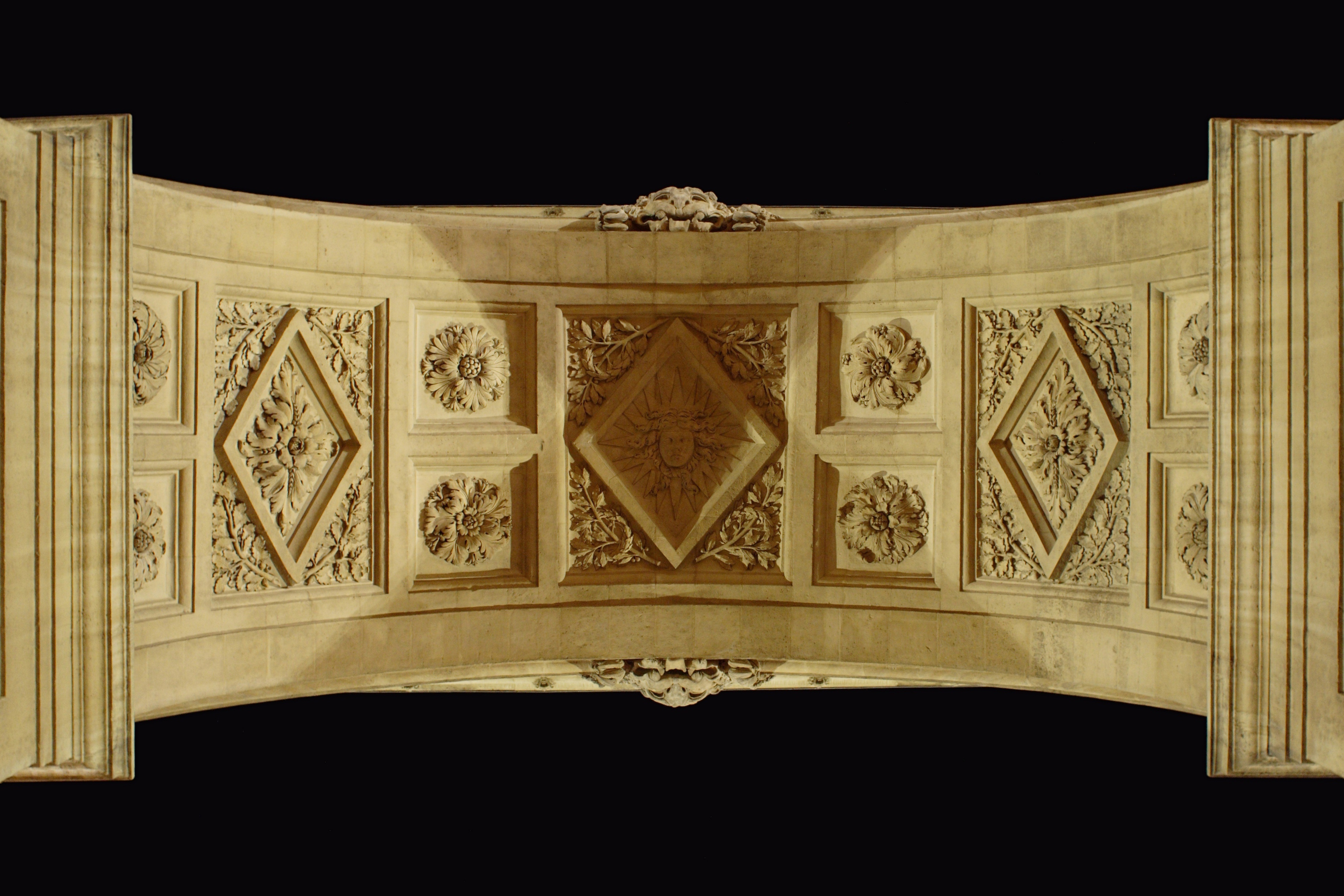
Декор свода арки
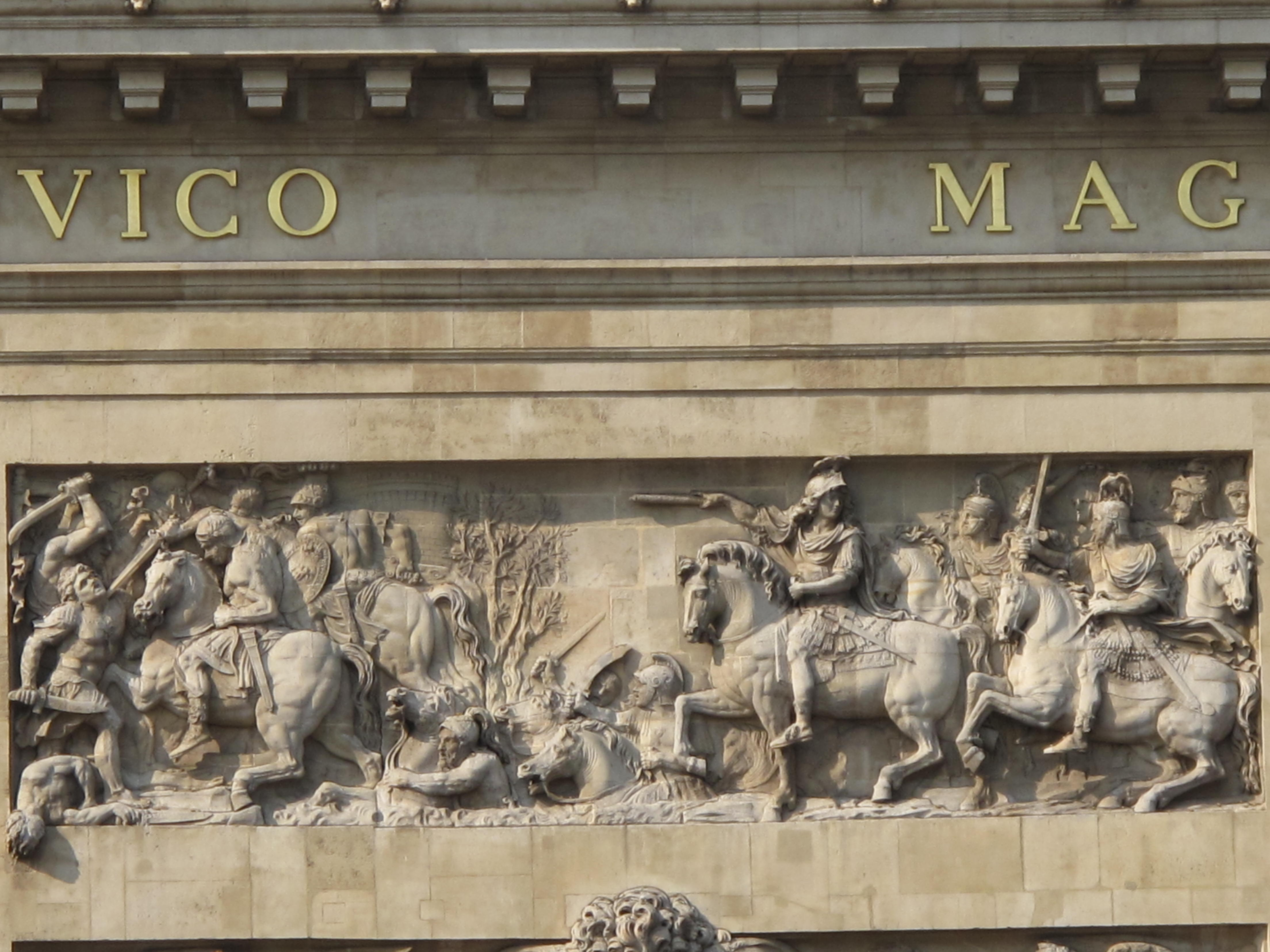
Переход через Рейн. Рельеф южного фасада
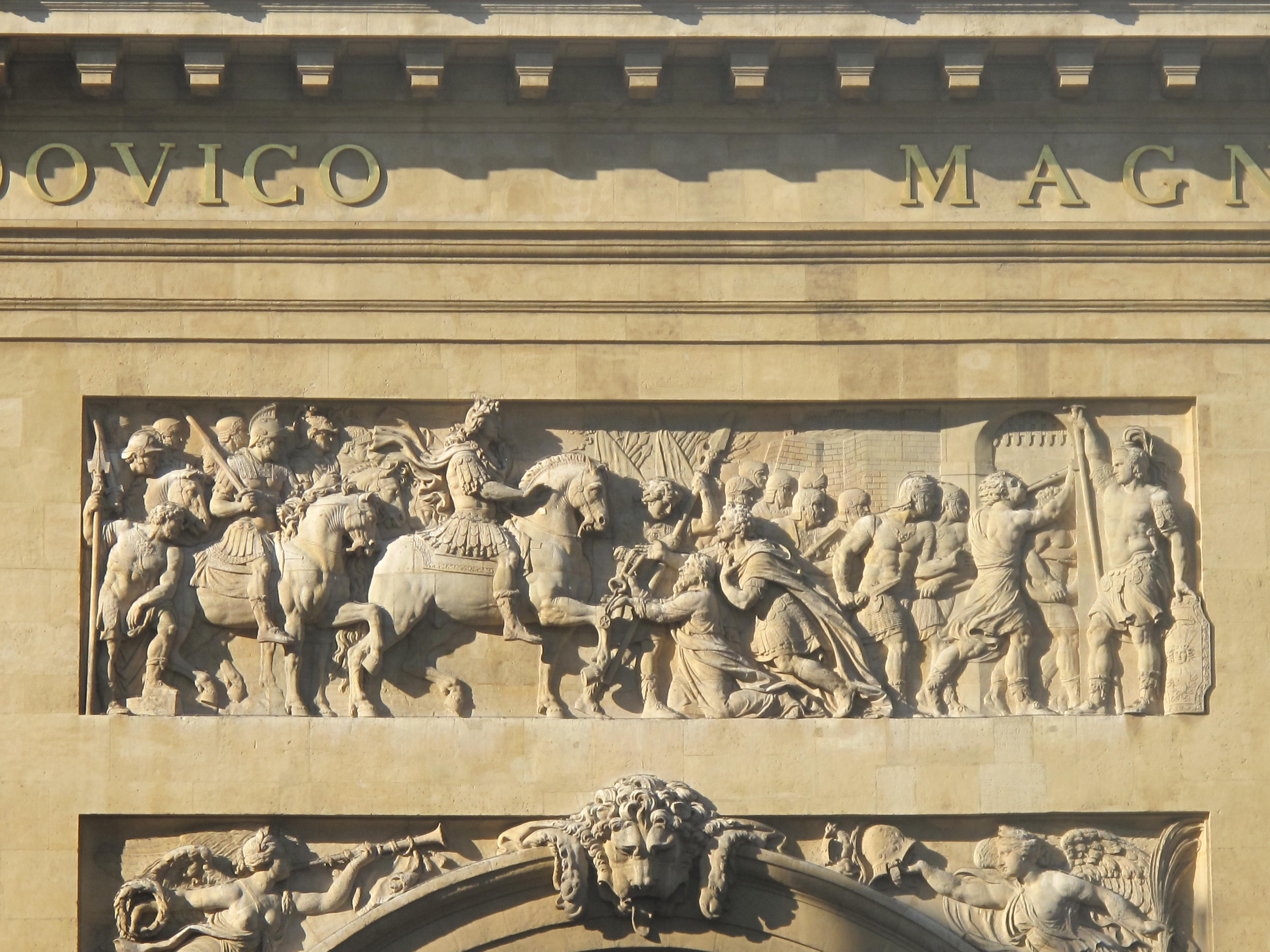
Взятие Маастрихта. Рельеф северного фасада